# Ostiai szuburbikárius egyházmegye
Az Ostiai szuburbikárius egyházmegye az Olaszországban található szuburbikárius egyházmegye, a hét ilyen egyházmegye közül ez a primus inter pares. Püspöki széke elviekben Ostia városában található, de saját megyéspüspöke már 1962 óta nincs, a Római egyházmegye püspöki székéből, az Apostoli Szentszékből apostoli kormányzó kormányozza, aki jelenleg Angelo De Donatis bíboros. A címét az egyház szokása szerint az egyház első számú bíborosa, a Bíborosi Kollégium dékánja (most Giovanni Battista Re) viseli, de ez ma már teljesen formális cím. Az egyházmegye nagyon kicsi, 2022-ben csak kettő plébániája van.

## A püspökök listája

### Ostiai püspökök 1057-ig
- [Maximus (259)]

...
- Maximus (313)
- Florentius (366)

...
- Bonus (487).
- Bellator (499)
- Aristus (502)

...
- Amabile (649)

...
- Andrea(s) (680)

...
- Sissinio 732 – 745. előtt
- Theodorus (745)
- George I, 753–783

...
- Gregory I, 787 – 804. előtt
- Bernard 804–805
- Peter I 805 – 826. előtt
- Cesareo 826–854
- Megisto (or Leo I), 854–868
- Donatus, 868–870

sede vacante 870–878
- Eugenius, 878–898
- Stephen, 898–900
- Guido I, 900–946
- Benigno, 946–960
- Siccone, 960–963
- Gregory II, 964–969
- Leo II, 969–983

vacante 983–996
- Azzone I, 996
- ergely III, 998–1012
- Azzone II, 1012–1021
- Peter III, 1021–1037
- Benedict, 1044–1050
- John I, 1050–1058

### Ostia és Velletri püspökei 1378-ig
- Damiani Szent Péter, 1057–1072
- Gerald of Ostia, 1072–1077
- Odo II, 1088–1102
- Leo of Ostia, ca. 1103–1115
- Lamberto Scannabecchi, 1116–1124 (később II. Honoriusz pápa)
- Giovanni of Camaldoli, 1126–1134
- Alberik, 1138–1148
- Guido II de Summa, 1149–1151
- Hugo, 1151–1158
- Ubaldo Allucingoli, 1159–1181/84 (III. Luciusz pápa 1181-től)
- Theobald, 1184–1188
- Ottaviano di Paoli, 1189–1206
- Ugolino di Conti 1206–1227/31 (IX. Gergely pápa)
- Rinaldo dei Signori di Ienne, 1231–1254/61 (IV. Sándor pápa 1254-től)
- Hugh of Saint-Cher 1261–1262
- Enrico Bartolomei 1262–1271

vacant 1271–1273
- Peter VI de Tarentaise, 1273–1276 (V. Ince pápa, † 1276)
- vacant 1276–1278
- Latino Malabranca Orsini, 1278–1294
- Hugh Aycelin, 1294–1297
  - Leonardo Patrasso, apostoli kormányzó 1298–1299
- Niccolo I Boccasini, 1300–1303 (XI. Benedek pápa)
- Niccolò Albertini, 1303–1321
- Regnaud de La Porte, 1321–1325

vacant 1325–1327
- Bertrand du Pouget, 1327–1352
- Étienne Aubert, 1352
- Pierre Bertrand de Colombier, 1353–1361
- Andouin Aubert, 1361–1363
- Hélias de Saint-Yrieix, 1363–1367
- Guillaume de la Sudrie, 1367–1373
- Peter d'Estaing, O.S.B.  1373–1377
- Bertrand Lagier, 1378

### nagy nyugati egyházszakadás
Obedience of Rome (1378–1415), actually in control of Ostia
vacant 1378–1388
- Philippe of Alençon, 1388–1397 (Sabina püspök-bíborosa is 1380–1388. között)
- Angelo Acciaioli, 1405–1408

vacant 1408–1415

### Ostia és Velletri püspökök 1800-tól 1913-ig
- Leonardo Antonelli, 1807–1811
- Alessandro Mattei, 1814–1820
- Giulio Maria della Somaglia, 1820–1830
- Bartolomeo Pacca, 1830–1844
- Ludovico Micara, O. Cap., 1844–1847
- Vincenzo Macchi, 1847–1860
- Mario Mattei, 1860–1870
- Costantino Patrizi Naro, 1870–1876
- Luigi Amat di San Filippo e Sorso, 1877–1878
- Camillo di Pietro, 1878–1884
- Carlo Sacconi, 1884–1889
- Raffaele Monaco La Valletta, 1889–1896
- Luigi Oreglia di Santo Stefano, 1896–1913

### Ostia püspökei 1914. óta (1962. óta címzetes)
- Serafino Vannutelli, 1914–1915
- Vincenzo II Vannutelli, 1915–1930
- Gennaro Granito Pignatelli di Belmonte, 1933–1948
- Francesco VIII Marchetti Selvaggiani, 1948–1951
- Eugène Tisserant, 1951–1972 (1962-től címzetes)
- Amleto Giovanni Cicognani, 1972–1973
- Luigi Traglia, 1974–1977
- Carlo Confalonieri, 1977–1986
- Agnelo Rossi, 1986–1993
- Bernardin Gantin 1993–2002
- Joseph Ratzinger 2002–2005 XVI. Benedek pápa)
- Angelo Sodano 2005-2019
- Giovanni Battista Re 2020-

## Szomszédos egyházmegyék
- Porto-Santa Rufina-i szuburbikárius egyházmegye (észak)
- Római egyházmegye (északkelet)
- Albanói szuburbikárius egyházmegye (délkelet)